# 花豹盛蛺蝶
花豹盛蛺蝶（Symbrenthia hypselis）也稱姬黃三線蝶、黃條褐蛺蝶，是盛蛺蝶屬中的一種蝴蝶。
與散紋盛蛺蝶相似，但可從腹面具有如花豹般美麗的斑紋辨識。

## 描述
本種展翅約34–39毫米，翅面黑色，具三條橙色帶狀斑紋；腹面為淡橙黃色，帶複雜黑色斑紋，雌蝶翅形較圓，色帶也較淡。

## 分布
本種分布於台灣、中國華南、華西、喜馬拉雅、印度北部、中南半島、巽他陸塊等地。

## 生態習性
常見於臺灣低至中海拔地區，棲息於常綠闊葉林中潮濕處。成蝶主要吸食花蜜，亦會取食腐果與樹液。幼蟲可以多種蕁麻科植物為食，一年多世代。

## 資料來源
1. 1 2  白冷圳水流域發展協會/白冷圳水流域數位典藏小組. . 國家文化記憶庫.   [2025-05-29].
2. ↑  徐堉峰. . 台中市: 晨星出版社. 2013. ISBN 978-986-177-668-2.

## 外部連結
- 维基共享资源上的相關多媒體資源：花豹盛蛺蝶